# 東京富士見坂
東京富士見坂（とうきょうふじみさか）は、良好な富士山眺望の得られる地点として2005年（平成17年）国土交通省関東地方整備局が選定した関東の富士見百景（128景）のひとつである。東京富士見坂は特定の一つの坂の名称ではなく、128景のうちの第53番として選定された以下の7つの坂・地点を示すものである。
1. 目黒駅周辺
2. 青葉台地区
3. 大岡山地区
4. 田園調布周辺
5. 瀬田・岡本地区
6. 善福寺地区
7. 日暮里富士見坂

## 選定地点
- 目黒駅周辺

目黒駅周辺・JR山手線沿いは、権ノ助坂等の坂の上に位置する。目黒駅から恵比寿駅方面に向かった地点で、ビルの切れ目から富士の裾野を含めて富士山の姿が一望できる。目黒駅から徒歩5分程度。
- 青葉台地区

目黒区青葉台地区は、国道246号（大山街道）の大坂（目黒区大橋-目黒区青葉台）や、相ノ坂（山手通り-国道246号の間の坂）、旧鎌倉街道上の目切坂などの上などの高台にある。この目切坂から富士山を望むことができる。目切坂にある目黒区教育委員会設置の標識によれば、当地付近には1812年に「元富士」（富士山を信仰する者によって築かれた小型の富士山。本富士とも）が築かれたという。目切坂の坂上へは東急東横線の代官山駅から、坂下へは東急東横線・東京メトロ日比谷線の中目黒駅から、いずれも徒歩5分程度。
- 大岡山地区

東急目黒線・東急大井町線の大岡山駅から大井町線に沿って歩いた地点にいくつかある坂から富士山を望むことができる。大岡山駅から徒歩2分程度。
- 田園調布周辺

東急東横線・東急多摩川線多摩川駅傍の多摩川台公園に隣接する浅間神社の端付近である。南・西側が多摩川とその河川敷であり、西方に富士山や丹沢の風景が眺望できる。多摩川駅から徒歩10分程度。
- 瀬田・岡本地区

世田谷区の瀬田4丁目、5丁目、岡本1丁目、3丁目地区は、多摩川の河岸段丘上に形成された国分寺崖線を擁し、崖線上に20%近い急坂をいくつか抱える。南・西側が多摩川であり、富士山方面を広く望める。中でも岡本三丁目にある坂（岡本三丁目の坂）に、国土交通省関東地方整備局による東京富士見坂の標柱が設置されている。東急バス岡本三丁目バス停から徒歩1分程度。
- 善福寺地区

杉並区善福寺1丁目地区は低層住宅が立ち並び、富士山を望める坂が複数ある。JR西荻窪駅より徒歩15分程度。
- 日暮里富士見坂

荒川区西日暮里3丁目に所在。日暮里富士見坂は、1月30日頃と11月11日頃にダイヤモンド富士が見られる坂である。JR日暮里駅谷中側から徒歩5分程度。